# Peter Jackson's King Kong: The Official Game of the Movie
Peter Jackson's King Kong: The Official Game of the Movie, genaamd Kong: The 8th Wonder of the World op de Game Boy Advance, is een computerspel ontwikkeld door Ubisoft Montpellier en uitgeven op 17 november 2005 door Ubisoft. Het spel is uitgegeven voor de Game Boy Advance, GameCube, Microsoft Windows, PlayStation 2, Xbox, Nintendo DS, Xbox 360 en PlayStation Portable. Het spel is gebaseerd op de film King Kong.

## Gameplay
Tijdens het spel bestuurd de speler Jack Driscoll (Adrien Brody) en de grote gorilla King Kong en hun gevecht om te overleven op Skull Island in 1933. De HUD is minimaal in dit spel. Zo is er geen healthbalk, geen richthulp en geen ammunitieteller.
In de meeste missies bestuurd de speler Jack Driscoll en moeten de gevaren van het eiland getrotseerd worden om zo Anne te redden uit de klauwen van King Kong. Tijdens andere missies bestuurd de speler Kong en moet de speler veelal Anne beschermen tegen V-Rexes en de inboorlingen. Kong wordt bestuurd vanuit een third-person camera en Jack vanuit de eerste persoon.
Kong kan vijanden oppakken, bijten, slaan en dingen op vijanden afgooien. Tevens kan Kong een woede-uitbarsting starten, waarbij het scherm gouden gloed krijgt en de tijd verlangzaamd. Kong doet tevens zelf meer schade en ontvangt minder schade. Veel van gevechten met bazen vinden plaats met Kong, aangezien de wapens van Jack deze meestal geen schade toe kunnen brengen.